# Spoorlijn 36C

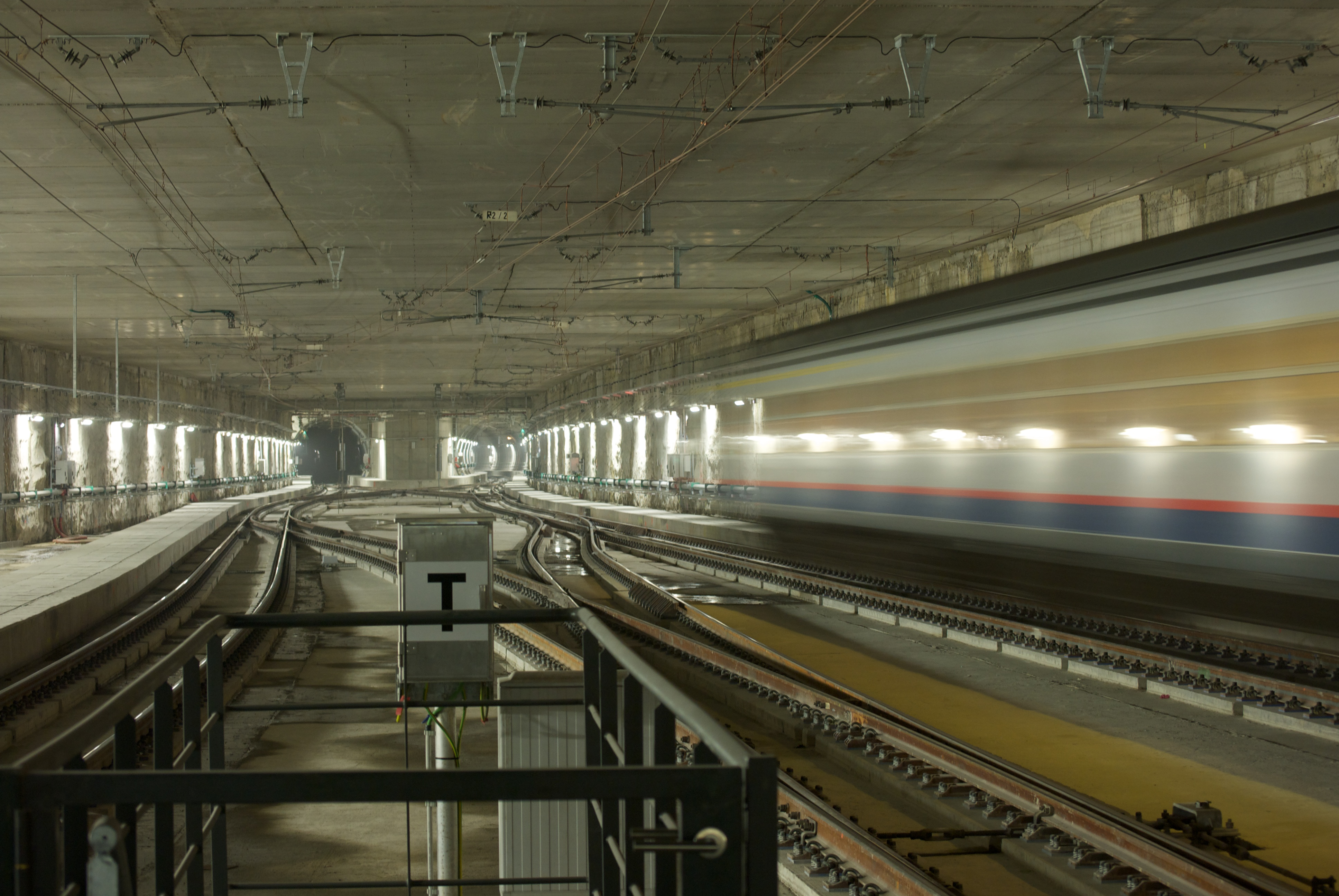
Diabolotunnel gezien vanaf het perron van het station Brussels Airport-Zaventem

Spoorlijn 36C is een Belgische spoorlijn die spoorlijn 36 bij aftakking Y Zaventem verbindt met de nationale luchthaven Brussels Airport en verder naar de aftakking Y Machelen-Noord aan lijn 25N. De lijn is 5,3 km lang, waarvan 4,3 km ondergronds.

## Geschiedenis
Reeds in 1943 legde de Duitse bezetter een spoorlijn aan vanaf spoorlijn 36 tot in de toenmalige luchthaven van Melsbroek. Deze lijn werd door de NMBS, in samenwerking met Sabena, in dienst genomen in 1955. De luchthaven van Melsbroek was een voorbeeld van de integratie van het spoor- en luchtverkeer. Het werd mogelijk om aan de Sabena Air Terminus in station Brussel-Centraal in te checken en bij aankomst op de luchthaven ineens aan boord te gaan van het vliegtuig. De bagage ging van in het station een aparte weg.
In 1958 werd een nieuwe luchthaventerminal gebouwd op het grondgebied van Zaventem. Het station Melsbroek werd afgeschaft en er werd een nieuw stuk spoorlijn aangelegd naar het nieuw station onder de huidige luchthaventerminal. Deze nieuwe spoorlijn had een zeer bochtige route om het station vanuit het zuidwesten te bereiken. De oude spoorlijn die met een grote boog om het luchthaventerrein Melsbroek langs Steenokkerzeel bereikte werd opgebroken.
De spoorlijn werd in 1971 geëlektrificeerd met 3 kV. Voorheen werd de luchthaven bediend door zes motorwagens van het type 42/602, voorzien van een eerste klas afdeling en bagage ruimte. Nadien zijn deze motorwagens omgebouwd naar de type 43.
In 1998 werd een nieuw ondergronds traject aangelegd en een nieuw station met 3 kopsporen gebouwd. Het nieuwe station staat haaks op het oude station.
Op 11 december 2005 werd de Bocht van Nossegem officieel geopend. Hierdoor kunnen reizigers vanuit Leuven rechtstreeks naar de nationale luchthaven sporen, zonder een omweg langs Brussel te moeten maken. Daarmee wordt de bereikbaarheid van de luchthaven weer wat vergroot. Deze boog is dubbelsporig en geëlektrificeerd.
Op 7 juni 2012 werd de noordelijke ontsluiting en spoorlijn 25N (het Diaboloproject) door Koning Albert II officieel geopend. Hierdoor werd het mogelijk om vanuit Mechelen rechtstreeks naar de luchthaven te sporen, zonder omweg langs Brussel. Op 10 juni 2012 vond de eerste rechtstreekse treinrit plaats tussen Mechelen en de luchthaven.
De maximumsnelheid bedraagt 90 km/u tussen de vertakking met lijn 25N en het station Brussels Airport-Zaventem, 40 km/u in het station zelf, 60 km/u tussen de luchthaven en de vertakking Y Zaventem, en 70 km/u op de bocht van Nossegem.

## Treindiensten
De NMBS verzorgt het personenvervoer met IC treinen. Daarnaast wordt de route gebruikt door internationale diensten van Thalys.
| Serie      | Treinsoort                    | Route | Bijzonderheden                                      |
| ---------- | ----------------------------- | --- | --------------------------------------------------- |
| IC 06      | Intercity (NMBS)              | Brussels Airport-Zaventem – Brussel-Zuid – Doornik |                                                     |
| IC 08      | Intercity (NMBS)              | Antwerpen-Centraal – Mechelen – Brussels Airport-Zaventem – Hasselt                                                                                      |                                                     |
| IC 17      | Intercity (NMBS)              | Brussels Airport-Zaventem – Brussel-Luxemburg – Namen – Dinant                                                                                           | Rijdt in het weekend tussen Brussel-Zuid en Dinant. |
| IC 23      | Intercity (NMBS)              | Brussels Airport-Zaventem – Brussel-Zuid – Kortrijk – Brugge – Oostende                                                                                  | Stopt in het weekend bijkomend in Munkzwalm.        |
| IC 23A     | Intercity (NMBS)              | Brussels Airport-Zaventem – Brussel-Zuid – Gent-Sint-Pieters – Brugge – Knokke                                                                           |                                                     |
| S 19       | GEN (NMBS)                    | [ Leuven – ] Brussels Airport-Zaventem – Brussel-Luxemburg – Eigenbrakel – Nijvel – Charleroi-Centraal                                                   | Rijdt in het weekend tussen Leuven en Nijvel.       |
| IC 29      | Intercity (NMBS)              | [ De Panne – ] Gent-Sint-Pieters – Aalst – Brussel-Zuid – Brussels Airport-Zaventem – Leuven – Landen                                                    | Rijdt in het weekend De Panne - Brussel-Noord.      |
| 9200 IC 35 | EuroCity, Beneluxtrein (NMBS) | Rotterdam Centraal – Breda – Noorderkempen – Antwerpen-Centraal – Mechelen – Brussels Airport-Zaventem – Brussel-Noord – Brussel-Centraal – Brussel-Zuid | Via HSL Schiphol - Antwerpen.                       |

## Aansluitingen
In de volgende plaatsen is of was er een aansluiting op de volgende spoorlijnen:
Y Zaventem
Spoorlijn 36 tussen Brussel-Noord en Luik-Guillemins
Spoorlijn 36N tussen Brussel-Noord en Leuven
Y Machelen-Noord
Spoorlijn 25N tussen Y Albertbrug en Mechelen-Nekkerspoel

## Verbindingssporen
36C/1: Y Nossegem (lijn 36) - Y Luchthaven (lijn 36C), geopend op 11 december 2005. Dubbelspoor, Vmax 70 km/u.
36C/2: Y Brucargo (lijn 36C) - Y Machelen-Zuid (lijn 25N) - Y Keelbeek-Noord (lijn 26), geopend op 10 juni 2012.